# U-343
Unterseeboot 343 foi um submarino alemão do Tipo VIIC, pertencente a Kriegsmarine que atuou durante a Segunda Guerra Mundial.

## Comandantes
| Comandante          | Data                                          |
| ------------------- | --------------------------------------------- |
| Oblt. Wolfgang Rahn | 18 de fevereiro de 1943 - 10 de março de 1944 |

## Subordinação
Durante o seu tempo de serviço, esteve subordinado às seguintes flotilhas:
| Período                                         | Flotilha                                   |
| ----------------------------------------------- | ------------------------------------------ |
| 18 de fevereiro de 1943 - 31 de outubro de 1943 | 8. Unterseebootsflottille (treinamento)    |
| 1 de novembro de 1943 - 31 de janeiro de 1944   | 3. Unterseebootsflottille (serviço ativo)  |
| 1 de fevereiro de 1944 - 10 de março de 1944    | 29. Unterseebootsflottille (serviço ativo) |

## Operações conjuntas de ataque
O U-343 participou das seguinte operações de ataque combinado durante a sua carreira:
- Rudeltaktik Eisenhart 7 (9 de novembro de 1943 - 15 de novembro de 1943)
- Rudeltaktik Schill 2 (17 de novembro de 1943 - 20 de novembro de 1943)